# 吉祥寺 (古河市)
吉祥寺（きちじょうじ）は、茨城県古河市水海にある時宗の寺院。山号を清浄山、院号を歓喜院という。本尊は阿弥陀如来。清浄光寺（現在は藤沢市）の末寺。 

## 歴史
創建について詳細は不明だが、寺伝によれば、もとは水海南部・現在の利根川近くの柳原にあり、真言宗寺院だったが、嘉元3年（1305年）、一遍の弟子・真教が滞在したおりに時宗に改宗したとされる。
寺があった柳原は古河公方重臣・簗田氏居城の水海城に隣接し、正蔵寺や実相寺、普舜院などの寺院が密集していた。また港湾部にもなっており、現在の利根川下流域、すなわち当時の常陸川・香取内海の交通・交易の拠点となっていた。吉祥寺も交通・交易に携わる人々に支えられ、創建されたと推定される。
天正 18年（1590年）、小田原合戦にともない、豊臣秀吉の軍勢によって柳原一帯も焼き払われ、吉祥寺の堂宇も焼亡。のちの慶長2年（1597年）、内水海の現在地にて再建される。
天正 19年（1591年）11月の領地安堵により、5石の寺領があった（「下総国旧事考」）。文政 4年（1821年）、堂宇は再び焼失したが、同 6年に再建される。
明治 3年（1870年）、檀家は80軒あった（『社寺取調類纂』46 - 172）。昭和 39年（1964年）、堂宇の大修築を行ない現在に至る。

## 葛飾坂東観音霊場
吉祥寺は葛飾坂東観音霊場の第十二番札所。弘法大師作と伝えられる三面六臂の観音が祀られている。なお境内には、梅花観音と洗浄観音があわせて祀られている。ご詠歌は「かねのねは　松の嵐も　ささ浪や　水海の名に　ひびきこそすれ」。
葛飾坂東観音霊場では各寺院に「ご詠歌」があり、参拝時にご詠歌を唱えることは、経文読唱と同じ功徳があるとされる。

## 交通
- 鉄道
  - JR宇都宮線（東北本線）古河駅　東口から約8km
    - タクシー20分
    - 徒歩100分
    - 同駅西口にて市内観光用無料レンタル自転車「コガッツ」利用可[6]
    - バス利用の場合は、同駅西口にて朝日バス境車庫行き乗車・水海寺前下車・徒歩6分（約0.5km）

  - JR宇都宮線（東北本線）栗橋駅　東口から約8km
    - 徒歩100分